# Allopiophila atrifrons
Allopiophila atrifrons är en tvåvingeart som först beskrevs av Axel Leonard Melander och Arnold Spuler 1917.  Allopiophila atrifrons ingår i släktet Allopiophila och familjen ostflugor. Inga underarter finns listade i Catalogue of Life.